# 丹尼尔·古德菲劳
丹尼尔·古德菲劳（英語：Daniel Goodfellow，1996年10月19日—）生於劍橋，是一名英國男子跳水運動員。他曾在2016年夏季奧林匹克運動會上聯同汤姆·戴利為英國隊斬獲男子10米跳台銅牌。
2021年跳水世界盃於日本東京舉行，丹尼尔和杰克·劳尔在雙人3公尺跳台比賽中獲得金牌。

## 外部連結
- Daniel Goodfellow的Instagram帳戶 （页面存档备份，存于）